# Choi Sung-yong
Pour les articles homonymes, voir Choi.
Dans ce nom coréen, le nom de famille, Choi, précède le nom personnel.
Choi Sung-yong (né le 25 décembre 1975 à Masan, Corée du Sud) est un footballeur sud-coréen.